# Syagrus cogniauxiana
Syagrus cogniauxiana là loài thực vật có hoa thuộc họ Arecaceae. Loài này được (Barb. Rodr.) Becc. miêu tả khoa học đầu tiên.